# Melissa Petrén
Melissa Maria Petrén, född 18 januari 1995, är en svensk handbollsspelare. Hon är högerhänt och spelar vänsternia eller mittnia i anfall. Hon spelar i Danmark för Ikast Håndbold från och med 2024.

## Karriär
Melissa Petrén började sin framgångsrika karriär i Huddinge HK. Efter att ha spelat i samarbetslaget Team Stockholm valde hon att representera Spårvägens HF i damelitserien. Under spelåren i Spårvägen råkade hon 2014 ut för en korsbandsskada. Året efter var hon tillbaka i Spårvägen. Den 26 februari 2015 meddelade Lugi Dam att hon var klar för klubben.
Säsongen 2015–2016 spelade hon för Lugi HF. I början märktes att hon inte var helt återställd efter korsbandsskadan. Hennes roll i Lugi HF växte då Jenny Carlson blev korsbandsskadad och likaså blev Felippa Sarenbrandt. Melissa fick då ta över rollen som mittnia i Lugi. Säsongen 2016–2017 var framgångsrik för Melissa Petrén. Hon gjorde 108 spelmål i SHE vilket är näst bäst i Lugi. I totala skytteligan kom hon på 10:e plats, då hon inte är straffskytt. 2017 i semifinalerna mot H65 Höör var hon Lugis bästa spelare. Hon blev också uttagen i All Star Team i SHE och fick priset som Årets komet. Petrén bytte 2019 klubb till danska HH Elite, före detta Horsens Håndbold Goda prestationer i danska ligan med placering i toppen av skytteligan gjorde att hon kvalificerade sig för svenska landslaget.

### Landslagsspel
Petrén spelade 39 ungdomslandskamper och stod för 130 mål i dessa matcher 2011–2013. Hon gjorde landslagsdebut i A-landslaget 2018  och var med i VM-kvalet mot Slovakien 2019. Därefter blev det mästerskapsdebut i VM i Japan 2019, där hon gjorde en stabil insats; framför allt i matchen mot Japan spelade hon bra. Petrén spelade sedan i EM 2020 i Danmark och i OS 2020 i Tokyo.

## Individuella utmärkelser
- Uttagen som vänsternia i All Star Team i Elitserien säsongen 2016–2017
- Årets komet i Svensk damhandboll 2016–2017
- Uttagen som mittnia i All Star Team SHE i säsongen 2018–2019[6]